# Atletica leggera ai Giochi della XXI Olimpiade
Ai Giochi della XXI Olimpiade di Montréal nel 1976 vennero assegnati 37 titoli in gare di atletica leggera, di cui 23 maschili e 14 femminili.
- Durata del programma: dal 23 al 31 luglio
- Nazioni partecipanti: 79[1]
- Numero di atleti iscritti: 1006, di cui 703 uomini e 303 donne[1]
- Sede delle gare: Stadio Olimpico di Montréal
- È in programma solo una gara di marcia. Quindi in questa edizione i titoli assegnati agli uomini scendono a 23.
- Nell'atletica maschile: 5 nuovi record mondiali, 5 nuovi record olimpici
- Nell'atletica femminile: 3 nuovi record mondiali, 6 nuovi record olimpici

## Partecipazione
I paesi africani boicottano i Giochi perché la nazionale di rugby della Nuova Zelanda ha accettato di incontrare il Sudafrica, paese dove è in vigore il regime di apartheid. Le gare di mezzofondo perdono dei sicuri protagonisti, come i mezzofondisti tanzaniani, etiopi e kenioti.
A Montréal il numero di squadre nazionali scende a 80 rispetto alle 104 di Monaco 1972. Le squadre più numerose sono quelle dei seguenti Paesi:
- Stati Uniti (92)
- Unione Sovietica (70)
- Germania Est (58)
- Canada (55)
- Germania Ovest (54)
- Gran Bretagna (52)
- Francia (44)
- Polonia (32)
- Italia (32)

- Finlandia (31)
- Australia (27)
- Cuba (26)
- Belgio (25)
- Bulgaria (19)
- Svezia (19)
- Spagna (17)
- Romania (16)
- Ungheria (16)

- Giappone (15)
- Cecoslovacchia (14)
- Giamaica (14)
- Jugoslavia (13)
- Grecia (12)
- Norvegia (10)
- Nuova Zelanda (10)
- Porto Rico (10)
- Senegal (10)
- Trinidad e Tobago (10)

I seguenti Paesi, oltre al Canada, allestiscono una squadra in tutte e quattro le staffette: Germania Ovest, Stati Uniti ed Unione Sovietica.
Sono 4 i Paesi che partecipano per la prima volta:
- Antigua e Barbuda (1ª partecipazione assoluta)
- Antille Olandesi
- Papua Nuova Guinea (1ª partecipazione assoluta)
- San Marino

## Il punto tecnico
Basta dare un'occhiata al medagliere per notare come il quadro mondiale dell'atletica leggera si sia molto polarizzato: i tre colossi (Germania Est, Stati Uniti e URSS) totalizzano insieme ben 66 medaglie. È sorprendente come la piccola Germania Est (18 milioni di abitanti) abbia sopravanzato gli Stati Uniti (circa 250 milioni) e sia diventata la nazione numero uno dell'atletica leggera.
Per gli altri paesi del mondo rimane ben poco. Resiste solo la Finlandia, che porta a casa due ori nel fondo. I paesi dell'Est hanno varato un vero e proprio piano di conquista del panorama dell'atletica e sono ormai forti in tutte le specialità: dallo sprint, ai salti, al fondo. Se si considerano solo le gare femminili, il dominio dell'Est europeo è quasi totale: su 14 titoli solo 1 non prende la strada di un paese socialista.
In questa edizione dei Giochi si verifica il primo caso di doping alle Olimpiadi: la discobola polacca Rosani viene squalificata per l'uso di steroidi anabolizzanti.

## Medagliere
| Posizione | Paese             | Oro | Argento | Bronzo | Totale |
| --------- | ----------------- | --- | ------- | ------ | ------ |
| 1         | Germania Est      | 11  | 7       | 9      | 27     |
| 2         | Stati Uniti       | 6   | 8       | 8      | 22     |
| 3         | Unione Sovietica  | 4   | 4       | 10     | 18     |
| 4         | Polonia           | 3   | 2       | 0      | 5      |
| 5         | Finlandia         | 2   | 2       | 0      | 4      |
| 6         | Cuba              | 2   | 1       | 0      | 3      |
| 7         | Germania Ovest    | 1   | 4       | 4      | 9      |
| 8         | Bulgaria          | 1   | 2       | 1      | 4      |
| 9         | Giamaica          | 1   | 1       | 0      | 2      |
| 9         | Nuova Zelanda     | 1   | 1       | 0      | 2      |
| 11        | Francia           | 1   | 0       | 0      | 1      |
| 11        | Ungheria          | 1   | 0       | 0      | 1      |
| 11        | Messico           | 1   | 0       | 0      | 1      |
| 11        | Svezia            | 1   | 0       | 0      | 1      |
| 11        | Trinidad e Tobago | 1   | 0       | 0      | 1      |
| 16        | Belgio            | 0   | 2       | 1      | 3      |
| 17        | Portogallo        | 0   | 1       | 0      | 1      |
| 17        | Canada            | 0   | 1       | 0      | 1      |
| 17        | Italia            | 0   | 1       | 0      | 1      |
| 21        | Gran Bretagna     | 0   | 0       | 1      | 1      |
| 21        | Brasile           | 0   | 0       | 1      | 1      |
| 21        | Romania           | 0   | 0       | 1      | 1      |
| 21        | Cecoslovacchia    | 0   | 0       | 1      | 1      |
| Totale    | Totale            | 37  | 37      | 37     | 111    |

## Fonte
Elio Trifari (a cura di): Olimpiadi. La storia dello sport da Atene a Los Angeles. Rizzoli, Milano, 1984. Vol. III.